# Beyond the Black
Beyond the Black — немецкая метал-группа, исполняющая музыку в жанрах симфонический метал / пауэр-метал / альтернативный метал, образованная в 2014 году в Мангейме. Их дебютный альбом Songs of Love and Death стал популярным сразу после выхода и вошёл в немецкие и австрийские национальные музыкальные чарты..

## История
Группа была образована в 2014 году в Мангейме, Германия. Она состоит из Дженнифер Хабен (экс-вокалистка Saphir), Нильса Лессера (гитарист), Кристофера Хуммельса (ритм-гитарист / бэк-вокалист), Майкла Хаузера (клавишник), Эрвина Шмидта (бас-гитарист) и Тобиаса Дирера (барабанщик).
Их первое выступление состоялось на фестивале Wacken Open Air в 2014 году. После того, как организаторы музыкального фестиваля услышали некоторые демозаписи группы, в феврале 2014 года коллектив был приглашен на фестиваль Hamburg Metal Dayz.
13 февраля 2015 года группа выпустила свой дебютный полноформатный альбом ''Songs of Love and Death'' , который достиг 12-го места в немецких музыкальных чартах и 21-го места в австрийских чартах. Через неделю, 20 февраля, группа появилась на немецком Sat.1 Breakfast television с песней «In the Shadows».
13 мая 2015 года группа отправилась в свой первый тур по Германии, а затем выступила на Wave-Gotik-Treffen 23 мая 2015 года.
На странице группы в Facebook 21 декабря 2015 года было объявлено, что второй альбом под названием Lost In Forever будет выпущен 12 февраля 2016 года и будет насчитывать 13 новых треков. Подарочное издание будет включать 9 живых песен (в том числе невыпущенный кавер), интервью и интерактивное меню.
15 июля 2016 года группа объявила о том, что Дженнифер Хабен и остальная часть группы пошли разными путями. Дженифер продолжила выступать в Beyond the Black с новыми участниками.

## Дискография
- Songs of Love and Death (13 февраля 2015)
- Lost in Forever (12 февраля 2016)
- Heart of the Hurricane (31 августа 2018)
- Hørizøns (19 июня 2020)
- Beyond the Black (13 января 2023)

## Состав

### Действующий
- Дженнифер Хабен (Основной чистый вокал, клавишные, акустическая гитара)
- Стефан Херкенхофф (Бас-гитара)
- Кристофер Хёрмсдофер (Соло-гитара, экстрим вокал)
- Тобиас Лодес (Соло-гитара, бэк-вокал)
- Кай Чиерски (Ударная установка)

### Бывшие участники
- Йонас Росснер — клавишные, бэк-вокал (2016—2018)
- Нильс Лессер — соло-гитара (2014—2016)
- Кристофер Хуммельс — ритм-гитара, бэк-вокал (2014—2016)
- Тобиас Деррер — ударные (2014—2016)
- Эрвин Шмидт — бас-гитара (2014—2016)
- Михаэль Хаузер — клавишные (2014—2016)
- Нико Деппиш — бас-гитара (концертный участник в период между двумя основными составами в 2016 году)